# Adorable seductor
Adorable seductor (títol original en anglès, A Chorus of Disapproval) és una pel·lícula britànica de 1989 adaptada de l'obra de teatre de 1984 d'Alan Ayckbourn i dirigida per Michael Winner. Entre el repartiment, destaca Anthony Hopkins, Jeremy Irons, Richard Briers i Alexandra Pigg. S'ha doblat al català.